# 曲羿
曲羿（英語：Chu-Yi，1989年7月25日—），本名凃曲羿（英語：Tu Chu-Yi），暱稱「曲曲」，台灣女藝人、現任Rakuten Girls隊長。

## 啦啦隊經歷

### 棒球之啦啦隊
| 年份       | 隊伍名稱      | 備註                                                        |
| 2013－2020 | LamiGirls     | 中華職棒Lamigo桃猿啦啦隊 2019年擔任副隊長                   |
| 2020－     | Rakuten Girls | 中華職棒樂天桃猿啦啦隊 2020年擔任副隊長，2023再度擔任副隊長 |

### 籃球之啦啦隊
| 年份       | 隊伍名稱         | 備註                 |
| 2020－2021 | 桃園領航猿啦啦隊 | 桃園領航猿專屬啦啦隊 |

### 卡丁車啦啦隊
| 年份   | 隊伍名稱              | 備註                                             |
| 2020－ | How Star Racing Girls | How Racing Team卡丁車隊啦啦隊 擔任啦啦隊編舞導師 |

## 主持作品

### 網路節目
| 年份      | 名稱         | 備註                                                                           |
| 2020-2023 | 《懿想天開》 | 與李懿、陳詩雅、巫苡萱、倪暄、籃籃、雅涵、林襄、林馨、冼迪琦、廖苡任共同主持。 |
| 2022-2023 | 《STRIKE！》 | 懿想天開分支節目，與籃籃、林馨、廖苡任共同主持。                               |

## 演出作品

### MV
| 年份 | 名稱                                 | 備註                                                   |
| 2020 | 玖壹壹《LOCAL》                      | 舞者 與Peggy、白白、Rakuten Girls共同出演              |
| 2020 | 《來個蹦蹦》（樂天女孩版本）         | 與巫苡萱、筠熹、菲菲、羚小鹿共同出演                   |
| 2020 | 《Say My Name》（樂天女孩舞蹈Cover） | 與筠熹、張語芯、Yuri、菲菲、慧慧、沐妍、陸筱晴共同演出 |

## 出版作品
| 名稱                                     | 備註                                                |
| 《Lamigo秘寫真記事：LamiGirls×桃猿男兒》 | 與LamiGirls共同拍攝 台灣角川出版 ISBN 9789863258827 |
| 《曲曲啾啾》                             | 2022樂天女孩寫真桌曆                                |
| 《曲不離》                               | 2023樂天女孩寫真桌曆                                |

## 廣告
| 年份 | 名稱                     | 備註                                          |
| 2019 | 《光隆D618氣泡水》       | 與倪暄、羚小鹿、琳妲共同拍攝 光隆海洋生技出品 |
| 2020 | 《穿LA NEW．我就是爽！》 | 與巫苡萱、孟潔、Yuri及阿誠共同出演            |

## 音樂作品
| 年份          | 歌名                  | 備註                                               |
| 2016年7月22日 | 《獨一無二的閃爍》    | 與LamiGirls共同出演                                |
| 2017年8月4日  | 《勇氣的每一秒》      | 與LamiGirls共同出演                                |
| 2017年8月9日  | 《溫室開不出的花》    | 與LamiGirls共同出演                                |
| 2018年9月10日 | 《Love Me More》      | 與LamiGirls共同出演                                |
| 2019年8月6日  | 《Dancing Hoilday》   | 與LamiGirls共同出演                                |
| 2019年8月19日 | 《Dancing Queen》     | 與LamiGirls共同出演                                |
| 2020          | 《Rock You 10》       | 與卉妮、孟潔、Yuri、菲菲、陳甯亞共同出演           |
| 2020年5月4日  | 《明天的太陽》        | 與紀儀羚、巫苡萱、張語芯、菲菲、籃籃、沐妍共同演出 |
| 2020年9月22日 | 《Rock You Everyday》 | 與Rakuten Girls共同演出                            |
| 2021年9月10日 | 《一起勇敢》單曲      | 與Rakuten Girls共同演出                            |
| 2022年7月7日  | 《是你》              | 首張個人單曲                                       |
| 2022年7月21日 | 《兩個太陽》          | 與琳妲共同演唱                                     |
| 2022年10月7日 | 《Rise Up》           | 與Rakuten Girls共同演出                            |
| 2023年5月27日 | 《我在》              | 第二張個人單曲                                     |
| 2023年10月7日 | 《Ready Go》          | 與Rakuten Girls共同演出                            |
| 2024年9月4日  | 《值不值得》          | 第三張個人單曲                                     |
| 2024年9月28日 | 《I'm The One》       | 與Rakuten Girls(白隊)共同演出                      |
| 2025年1月27日 | 《一步之差》          | 第四張個人單曲                                     |
| 2025年5月20日 | 《風起的時》          | 首張個人台語單曲                                   |

## 備註
1. ↑  .   [2020-01-29]. （原始内容存档于2021-05-02）.
2. ↑  .   [2020-09-11]. （原始内容存档于2021-10-22）.
3. ↑  .   [2020-09-08]. （原始内容存档于2021-04-22）.

## 外部連結
- 曲羿 Chuyi的Facebook專頁
- 曲曲⁷⁷的Instagram帳戶
- 曲羿的X（前Twitter）
- YouTube上的曲羿頻道